# Pertengo
Pertengo – miejscowość i gmina we Włoszech, w regionie Piemont, w prowincji Vercelli.
Według danych na rok 2004 gminę zamieszkiwało 338 osób, 42,2 os./km².